# Deuxième bataille de Panjwaye
Une proposition de fusion est en cours entre Deuxième bataille de Panjwaye et Opération Medusa.
La deuxième bataille de Panjwaye s'est déroulée pendant les mois de septembre et d'octobre 2006 entre soldats afghans et canadiens d'une part et insurgés talibans de l'autre. Elle fait partie de l'opération Médusa et constitue un succès certain pour la FIAS.

## Contexte
Après le succès de la première bataille de Panjwaye (juillet 2006), les militaires afghans et canadiens abandonnent la zone qui redevient tout de suite un centre taliban. Une offensive devient de nouveau nécessaire en septembre.

## Bataille
Le début de la bataille est très favorable aux Canadiens. Ils encerclent les Talibans en moins d'un jour avant de demander des bombardements d'artillerie lourde et d'avions. Les insurgés subissent ainsi de lourdes pertes mais les Canadiens se heurtent aussi à une forte résistance et, le second jour de l'attaque, 8 soldats canadiens sont tués. Cependant, les jours suivants, les Talibans sont contraints d'abandonner leurs positions et de battre en retraite par les montagnes. Quelques combats sporadiques ont encore lieu mais les Canadiens s'emparent sans difficultés du reste de la vallée.

## Pertes
Les pertes sont lourdes pour les deux camps. Une dizaine de soldats canadiens ont été tués et une cinquantaine d'autres blessés. Les pertes talibanes sont estimées à plusieurs centaines par l'OTAN.